# Kirchgasse
Kirchgasse er Wiesbadens store handelsgade. Den er beliggende i bydelen Mitte og strækker sig over 550 meter fra Rheinstraße til Marktstraße. 
50°4′47″N 8°14′17″Ø / 50.07972°N 8.23806°Ø